# Marga
La marga es un tipo de roca sedimentaria compuesta principalmente de calcita y arcillas, con predominio, por lo general, de la calcita, lo que le confiere un color blanquecino con tonos que pueden variar bastante de acuerdo con las distintas proporciones y composiciones de los minerales principales. Predominan en las formaciones montañosas del Mesozoico y son bastante frecuentes en la mitad suroriental de la península ibérica (Sistema Ibérico, Cordillera Bética), en Francia y en otros países. Las margas se depositan en entornos marinos o lacustres. 

## Concepto
Antonio del Ramo y Francisco Guillén definen a las margas como rocas sedimentarias mixtas (detrítico-carbonatada de precipitación química y /o bioquímica):

Roca compuesta por un 35 a 65 % de carbonato cálcico y el resto por minerales arcillosos, a veces con algo de yeso e incluso sal. Su aspecto y propiedades son semejantes a la arcilla: tacto untuoso, se disgrega al ser sumergida en agua, adquiere gran plasticidad y adherencia, etc.
Su color es muy variable, aunque suelen predominar, en nuestra región, los tonos blancos, grisáceos o amarillentos, con excepción de las margas triásicas que presentan coloraciones rojizas y verde-azuladas. Algunas margas presentan coloraciones muy oscuras o casi negras por la presencia de materia orgánica (margas bituminosas).

— Antonio del Ramo y Francisco Guillén refiriéndose a las margas en La Región de Murcia Digital

Las proporciones de arcilla y calcita que pueden tener son muy diversas, así que pueden pasar a ser arcillitas, o arcillas calcáreas o margosas, si su contenido de carbonato cálcico es menor a un tercio de su masa, o pasan a ser calizas margosas si esa proporción se eleva a más de los tres cuartos. Impermeables, como la arcilla, las margas son poco resistentes a la erosión, de textura a veces grumosa, "friables", de fractura mate, concoidea o astillosa.

## Meteorización

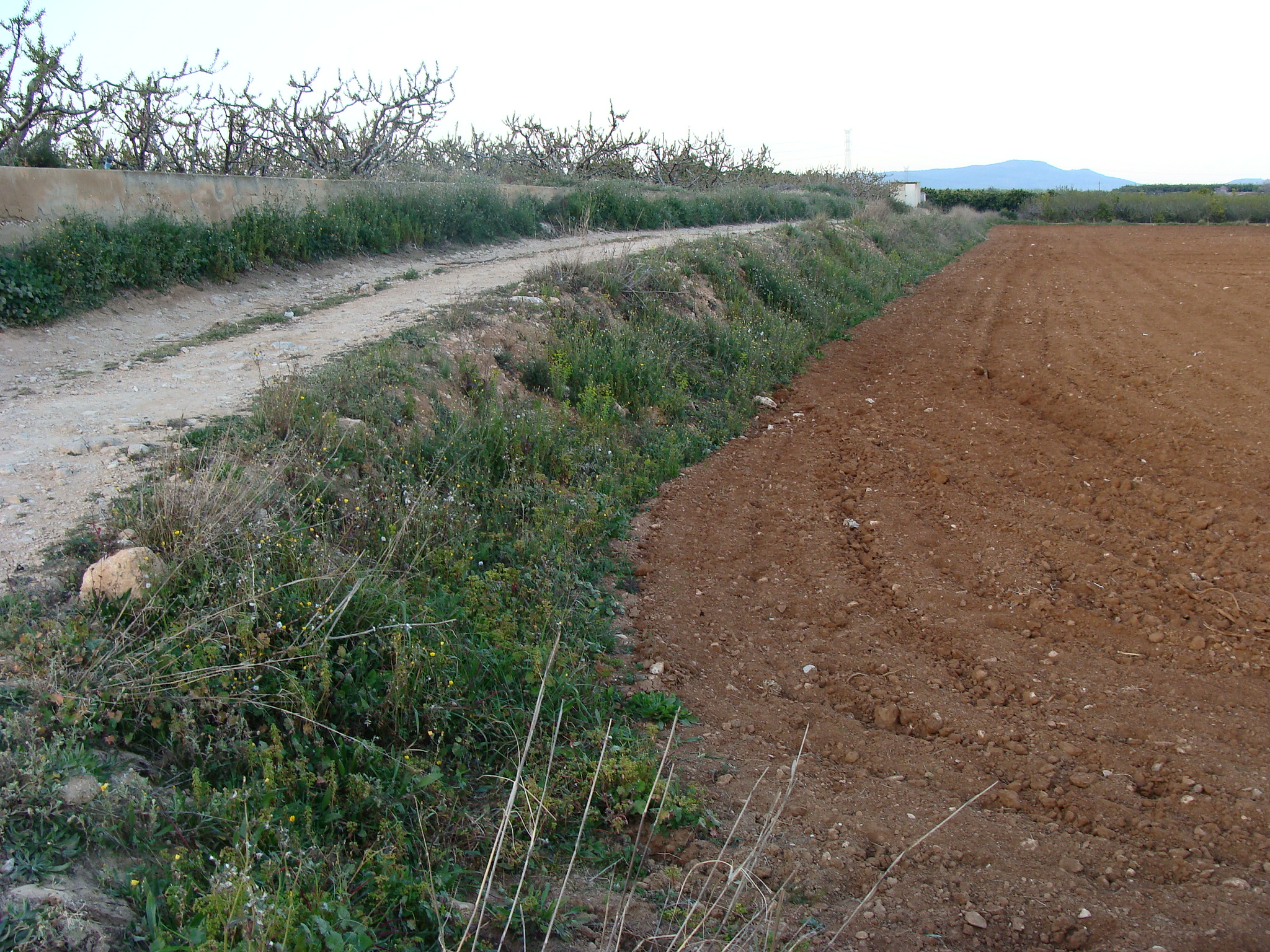
En una sola imagen puede verse el resultado de los procesos básicos que pueden observarse en la meteorización de las margas y la formación de terra rossa: caminos de piedra caliza y campos de terra rosa (con algo de grava también caliza) preparados para el cultivo por la mano del hombre.

La meteorización de las margas da lugar a fenómenos interesantes que han sido estudiados desde hace mucho tiempo. Ya en el siglo XVIII, Antonio José Cavanilles hace referencia en su obra fundamental sobre el Reino de Valencia acerca de estos fenómenos de la meteorización en las margas (Cavanilles, 1797). Por lo general, las margas son atacadas fuertemente por las aguas de lluvia ligeramente aciduladas debido a la hidratación del anhídrido carbónico (o dióxido de carbono, CO2) de la atmósfera, el cual se transforma en ácido carbónico que, a su vez, ataca al carbonato de calcio de la caliza, que no es soluble en el agua, y lo transforma en bicarbonato cálcico, que sí lo es, por lo que se elimina a través del fenómeno conocido como lixiviación, es decir, el "lavado" diferencial de las margas. Este proceso emplea enormes cantidades de CO2, pero cuando el agua se evapora y el carbonato de calcio precipita, ese mismo CO2 se libera de nuevo a la atmósfera, por lo que su efecto es neutro en el balance de dióxido de carbono. Por último, esta descomposición de las margas origina, a su vez, grandes depósitos de arcillas que forman llanuras en ciertas cubetas o depresiones conocidas como dolinas, término de origen eslavo que, como muchos otros términos que identifican los fenómenos kársticos, procede de la región del Karst o Carso, en los Alpes Dináricos de la antigua Yugoslavia. Estos depósitos de arcillas de descalcificación que forman las dolinas son conocidos en la Cuenca del Mediterráneo como zonas de terra rossa (tierra roja en italiano) por el color rojizo del suelo y constituyen suelos muy fértiles,  con buen drenaje y poco ácidos. 

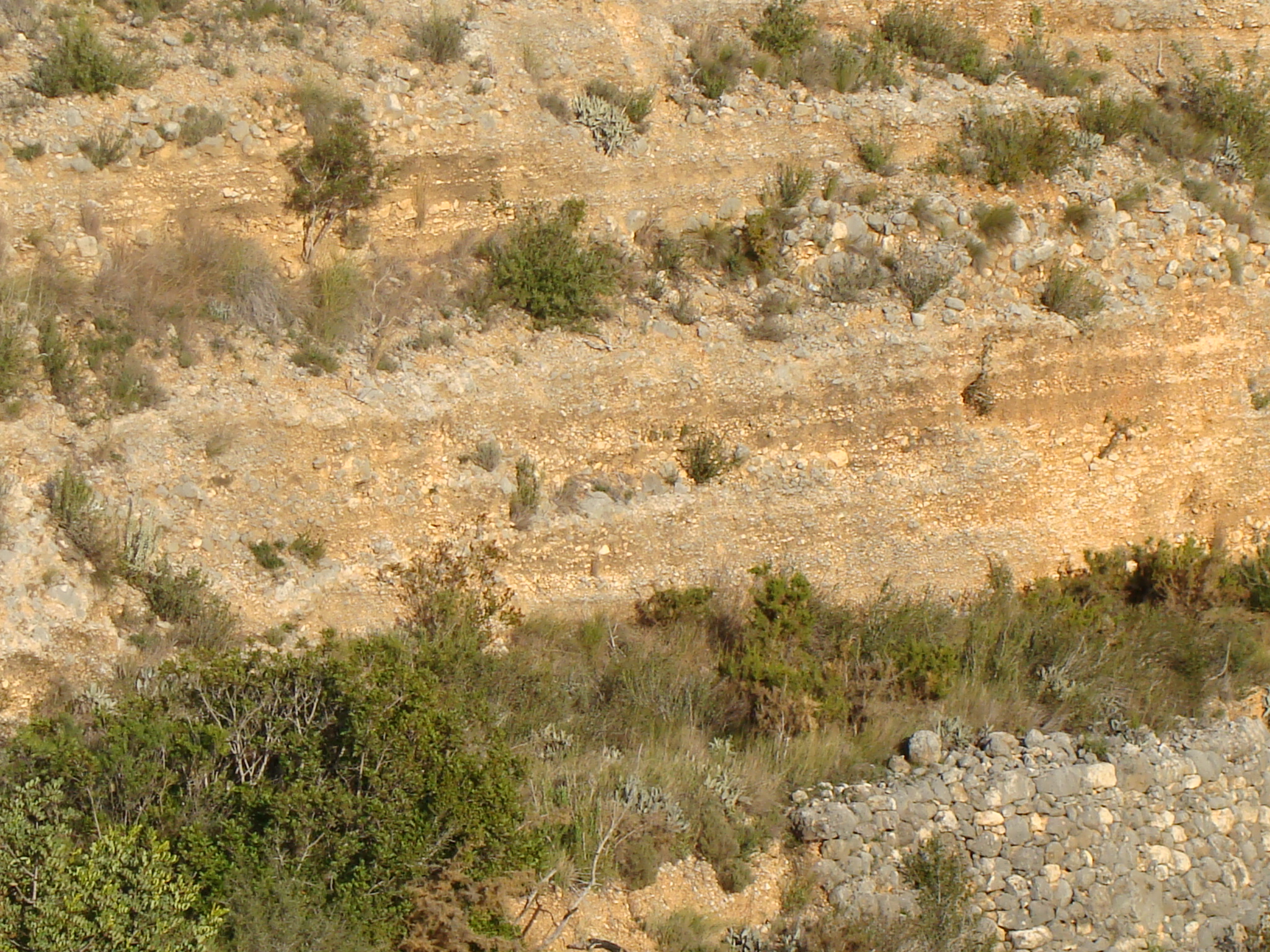
En la orilla izquierda de la Rambla de La Colaita (afluente del Riu Sec en Catadau, Valencia) pueden verse estratos sucesivos de margas más o menos arcillosas, cantos rodados con caliza más pura y consistente y muros de piedra (abajo a la derecha) realizados por los agricultores para evitar o limitar la erosión de la pequeña terraza superior cubierta de vegetación.

La eliminación de las arcillas en las margas da origen a la formación de relieves kársticos típicos, con predominio de relieves abruptos (acantilados, desfiladeros, cuestas, etc.). En algunas ocasiones, las calizas vienen parcial o completamente reemplazadas por rocas sulfatadas como el yeso, que es un sulfato cálcico dihidratado (anhidrita + agua). Las margas con minerales de yeso pueden dar origen a la coloración verdosa (aguas sulfatadas) en las corrientes de agua como es el caso del río Júcar en el Ventano del Diablo (Cuenca). Algunos procesos químicos que intervienen en la geomorfología de las margas son reversibles, sobre todo, en lo que se refiere a la disolución y a la precipitación del bicarbonato cálcico al evaporarse el agua, transformándose de nuevo en carbonato cálcico. Precisamente, es esta precipitación lo que explica la formación de estalactitas, estalagmitas y otros fenómenos similares.
En la imagen que combina las margas y su transformación en caliza y arcillas de descalcificación (terra rosa) puede verse un ejemplo palpable de lo que se ha puede verse en cualquier zona agrícola de secano o de regadío en zonas tradicionalmente de secano, en este caso, de la provincia de Valencia. La diferencia de color entre las margas arcillosas (rosadas o anaranjadas) y la arcilla de descalcificación (roja) se debe, como ya se ha señalado antes, a la lixiviación de las calizas, es decir, a su eliminación por disolución, lo que va concentrando las arcillas y su color típicamente rojizo.

## Erosión en las margas

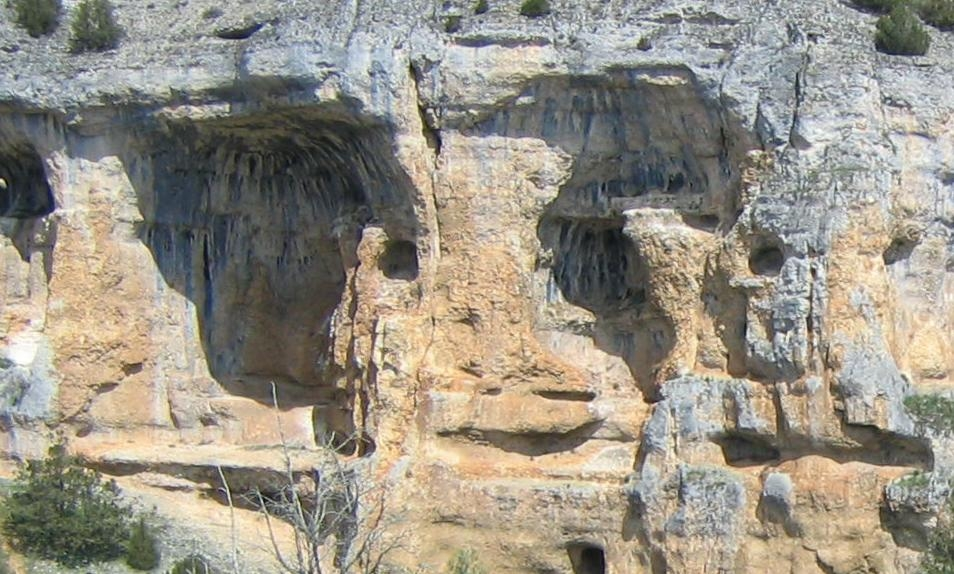
Una imagen tomada en un acantilado del cañón del río Lobos, en la provincia de Soria, España, en la que se ve la erosión diferencial en calizas y calizas margosas según su mayor o menor cantidad de arcilla.

Los minerales que forman las margas tienen una distinta resistencia a la erosión () después de que haya actuado la meteorización, que es el proceso inicial en los procesos del modelado terrestre. Esta distinta resistencia de los diferentes estratos de las margas es la que se pone en evidencia en el escalonamiento del relieve en los estratos casi horizontales de zonas mesetarias o en los procesos de erosión fluvial de muchas regiones relativamente secas de la región mediterránea. En el ejemplo que se muestra en la imagen de la rambla de La Colaita puede verse nítidamente el escalonamiento en las paredes de la rambla por la formación de terrazas aluviales, que también suelen ser utilizadas por los agricultores para el cultivo cuando alcanzan ciertas dimensiones. En este caso se pueden distinguir dos terrazas cubiertas de vegetación (sobre todo la inferior) al avanzar la erosión fluvial sobre un estrato más débil de arcilla o margas arcillosas. Precisamente, la construcción de un muro de protección visible en la imagen se hizo muy probablemente para evitar o limitar la erosión en la terraza superior con el fin de dedicarla a la agricultura.